# Bisericani, Glodeni
Bisericani este un sat din comuna Cuhnești, raionul Glodeni, Republica Moldova.
Situarea geografică și circumstanțele istorice (frontiera de stat a Uniunii Sovietice până în 1991) au asigurat păstrarea aproape intactă a peisajelor naturale. Este una din cele mai vechi și pitorești localități din Republica Moldova. Satul este înconjurat din 3 parți de rezervația naturală "Pădurea Domnească", fiind printre puținele localități spre care există un singur drum de acces (atât de intrare, cât și de ieșire). Din păcate, în prezent, localitatea (ca și multe altele din Republica Moldova), se află în paragină. Tineret practic nu mai există, vârsta medie la recensământul populației din 2004 fiind de aproximativ 63 de ani.

## Istorie
Bisericani este atestat documentar pentru prima dată în anul 1541, cu denumirea „Biserica Albă”:
„Io Petru voievod, din mila lui Dumnezeu, domn al Țării Moldovei. Am dat verei noastre, anume ...[loc lipsă]... cneaghina lui Ion Popovici vătag, un sat anume Biserica Albă, însă a patra parte din sat, partea de jos, care această a patra parte de sat din Biserica Albă a fost a lui Cozmin, ce a fost cămaraș la ocne și al cneaghinei sale Anușca, ce au pierdut această parte, ...

...

Scris la Hârlău, în anul 7049 <1541> Aprilie 27.”

## Demografie
Conform recensământului populației din 2004, satul Bisericani avea 190 de locuitori: 184 de moldoveni/români, 3 ucraineni și 3 ruși.